# Edward J. McCluskey
Edward Joseph McCluskey, né le 16 octobre 1929 à New York, et mort le 13 février 2016 est professeur émérite à l'université Stanford. Il est un pionnier dans le domaine de l'électrotechnique.

## Biographie
Edward McCluskey travaille de 1955 à 1959 sur les systèmes de commutation électronique aux Laboratoires Bell. En 1959, il rejoint l'université de Princeton, où il est professeur de génie électrique et directeur du centre informatique de l'université, puis il rejoint en 1966 l'université Stanford, où il est actuellement professeur émérite de génie électrique et informatique, ainsi que le directeur du centre pour l'informatique fiable. Il fonde le Stanford Digital Systems Laboratory (maintenant le Computer Systems Laboratory) en 1969 et crée en 1970 le programme de génie informatique de Stanford (maintenant le Computer Science MS Degree Program). Le Forum informatique de Stanford (un programme d'affiliation industrielle) est lancé par McCluskey et deux collègues en 1970, et il en est le directeur jusqu'en 1978. McCluskey a dirigé le Symposium Reliability and Testing (RATS). McCluskey a été le premier président de la IEEE Computer Society.
McCluskey a encadré plus de 70 étudiants de doctorat et a une famille importante de plus de 200 «petits-enfants» académiques. Il a aussi une collection de chapeaux. 
McCluskey a été le premier président de la IEEE Computer Society.

## Thèmes de recherche
McCluskey a développé le premier algorithme pour la conception de circuits combinatoires - la Quine-McCluskey - une procédure de minimisation logique conçue alors qu'il était étudiant en doctorat au MIT. Sa thèse, sous la direction de Samuel H. Caldwell (en) a pour titre Algebraic Minimization and the Design of Two-Terminal Contact Networks (1956). Chez Bell Labs et à Princeton, il a développé la théorie moderne des effets transients dans les réseaux logiques et a formulé le concept des modes opératoires de circuits séquentiels. Sa recherche à Stanford se concentre sur les tests logiques, la synthèse, la conception en vue de testabilité et à tolérance aux panne. McCluskey et ses étudiants du Center for Reliable Computing ont élaboré de nombreux concepts clé pour l'équivalence des pannes, modélisation probabiliste des réseaux logiques, les tests pseudo-exhaustifs, et les processeurs de surveillance.
Il a collaboré avec des chercheurs de Signetics dans le développement d'une des premières implémentations pratiques de logiques multi-valuées, puis a élaboré une technique de conception de tels circuits.

## Honneurs et distinctions
Edward McCluskey est le récipiendaire du prix IEEE Emanuel R. Piore 1996 « pour ses contributions novatrices et fondamentales à l'automatisation de la conception et au calcul tolérant aux pannes » ". Il est également récipiendaire, en 2008, du IEEE Computer Pioneer Award.
Il est un Fellow de l'Institute of Electrical and Electronics Engineers (IEEE), de l'Association américaine pour l'avancement des sciences (AAAS), et de l'Association for Computing Machinery (ACM); il est membre élu de l'Académie nationale d'ingénierie des États-Unis (NAE) (1998).
Il a été reçu docteur honoris causa de l'Institut polytechnique de Grenoble en 1994 et du Bowdoin College.